# Alfred Salomon (Pfarrer)
Alfred Salomon (* 27. Dezember 1910 in Dirschau; † 19. Dezember 2006 in Bonn) war ein deutscher evangelischer Pfarrer, Buchautor und Mitglied der Bekennenden Kirche.

## Leben

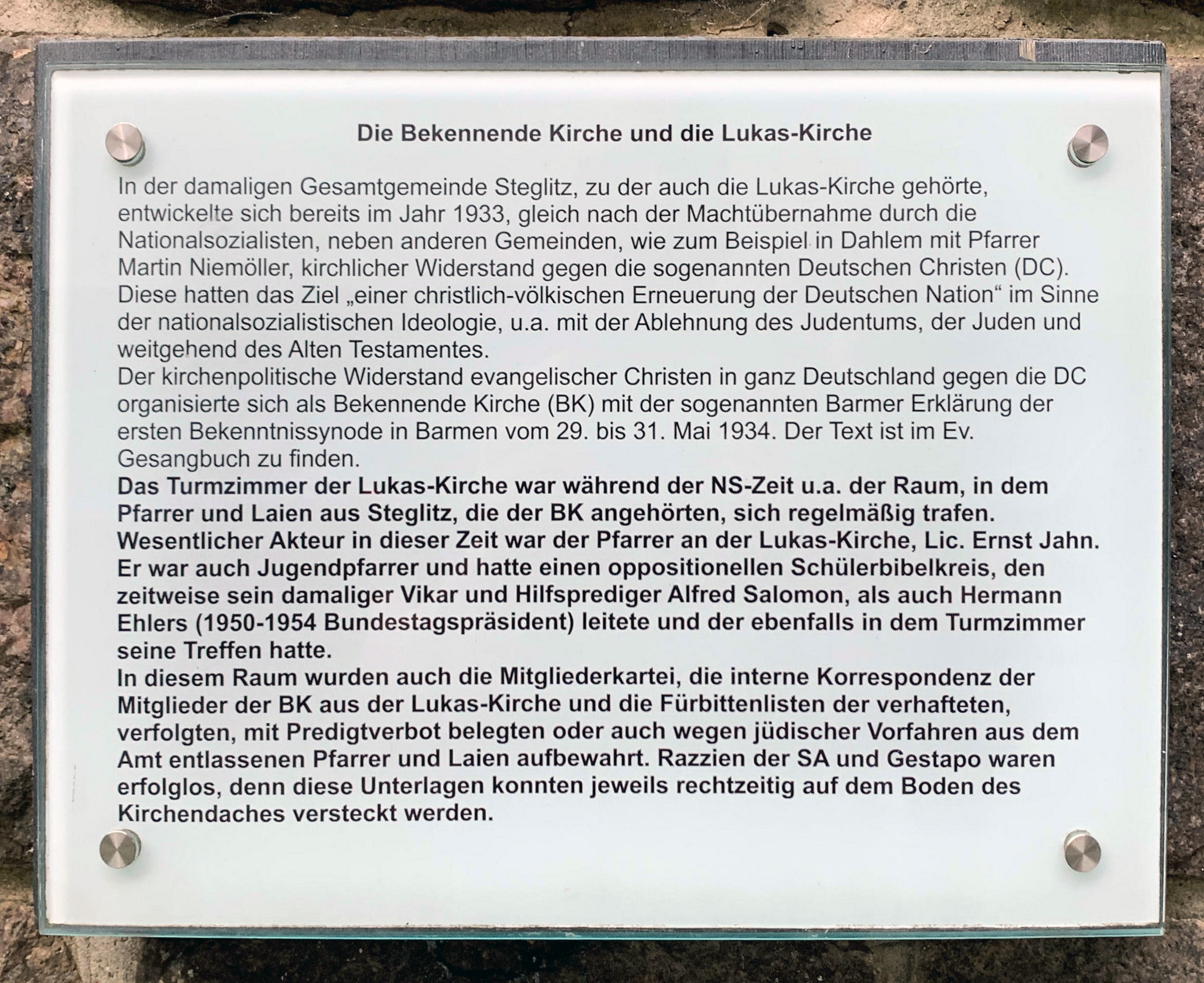
Gedenktafel an der Lukaskirche, in Berlin-Steglitz

Alfred Salomon wurde am 27. Dezember 1910 in Dirschau in Westpreußen geboren. Sein Vater, ein Postbeamter, starb im August 1920 mit 38 Jahren. Alfred besuchte das Gymnasium in Berlin-Steglitz. Anschließend studierte er evangelische Theologie in Berlin und legte die 1. Theologische Prüfung am 30. Januar 1935 ab. Die 2. Theologische Prüfung bestand er nach Teilnahme am kirchlichen Seminar am 29. Juli 1937. Danach war er Hilfsprediger für die Jungmännerarbeit in Berlin. Am 11. September 1937 heiratete er Charlotte Voigt in der Lukaskirche in Steglitz. Während des Studiums in Berlin begann der Kontakt zur Bekennenden Kirche (BK). Die BK schleuste ihn im Herbst 1933 in die SS ein, um Kenntnisse des nationalsozialistischen Regimes zu erlangen; er führte fortan ein Doppelleben in der BK und der SS, unter anderem fungierte er als Kurier von Kirchenschriften – in SS-Uniform. Kurz nach dem Röhm-Putsch im Juli 1934 wurde er aus der SS ausgeschlossen, dank guter Verbindungen seiner Brüder in der BK ohne Folgen für ihn. Zwischen 1937 und 1945 betreute er den Pfarrsprengel Treplin. Dort ist seit August 2006 ein Weg nach ihm benannt.
Im September 1939 wurde Alfred Salomon zur Wehrmacht eingezogen, aber kurz danach als felddienstuntauglich entlassen. Wegen der Mitgliedschaft in der Bekennenden Kirche wurde Alfred Salomon in den folgenden Jahren bis 1945 mehrfach von Polizei und Gestapo einbestellt und verhört. Er entging Haft und Konzentrationslager wiederum dank seiner guten Beziehungen nur knapp. Gegen Ende des Zweiten Weltkriegs gelang ihm die Flucht von Treplin nach Alfeld an der Leine.
Ab 1947 wirkte er als Gemeindepfarrer in Freden (Leine), wo er 1956, von den Kirchenoberen argwöhnisch beobachtet, bundesweit für Aufsehen sorgte, als er als erster Pfarrer in Abwesenheit seiner Gemeinde in der Kirche Tonbandpredigten von seinem Sohn mit einem Grundig TK5 Tonbandgerät abspielen ließ, anstatt sogenannte Lesegottesdienste durch Vertretungskräfte halten zu lassen, mit denen die Gemeinde weniger zufrieden war. Die Gemeinde war begeistert, denn Salomon war ein Profi: „Als nebenberuflicher Schriftsteller liebt er es, Passagen seiner Manuskripte auf Band zu sprechen, um sich mit eigenen Ohren vom Wohlklang seiner Formulierungen überzeugen zu können“, schrieb der Spiegel.
Salomon veröffentlichte zwischen 1951 und 1995 mehr als zwei dutzend Bücher, darunter zahlreiche Bestseller, für die er zum Beispiel gemeinfreie Bücher und Berichte aus dem 19. Jahrhundert für jugendliche Leser umschrieb. So beruht zum Beispiel sein ab 1960 bis in die 1980er Jahre mehrfach aufgelegtes Buch Bei den Kopfjägern von Borneo. Das Leben des Ferdinand Rott in weiten Teilen auf einer 1861 gedruckten Biographie von Otto Brauns. Andere Bücher, etwa seine ebenfalls bis in die 1980er Jahre mehrfach aufgelegte David-Trilogie, waren erzählte biblische Geschichte.
Ab 1965 bis zur Versetzung in den Ruhestand war er Pfarrer bei der Bundeswehr im Referat für lebenskundlichen Unterricht in Bonn-Bad Godesberg. Er gehörte der evangelischen Kirchengemeinde in Bonn-Oberkassel an, für die er auch im hohen Alter noch in Gottesdiensten predigte.
Alfred Salomon war ein begeisterter Sportler. Er war die treibende Kraft bei der Gründung des Boots-Sport-Club (BSC) Freden (Leine); noch als fast 50-Jähriger spielte er in der Handballelf dieses Sportvereins auf dem rechten Verteidigerposten. Auch seine sonstigen Steckenpferde – Schiffsmodellbau, Exotenzucht im Aquarium und Ausbildung deutscher Schäferhunde – erwiesen sich als geeignet, ihm vor allem das Herz der Jugend zu öffnen. 1977 errang er zum zehnten Mal das Goldene Wanderfahrerabzeichen.
Alfred Salomon starb am 19. Dezember 2006 in Bonn.

## Werke (Auswahl)
- Die letzte Fahrt der Greif. Stuttgart 1954.
- Der Rauhreiter Gottes. Die Geschichte John Wesleys. Konstanz 1959.
- Bei den Kopfjägern von Borneo. Das Leben des Ferdinand Rott. Konstanz 1960.
- Wer glaubt, der flieht nicht. Aussaat Verlag, Neukirchen-Vluyn 1993, ISBN 3-7615-1017-9.
- Sehen wir den Tatsachen ins Auge. Ein Zeitzeuge des Kirchenkampfes berichtet. calwer, Stuttgart 1991, ISBN 3-7668-3111-9.
- Du führst mich durch die Zeiten. Aussaat Verlag, Wuppertal 1980, ISBN 3-7615-4808-7.
- Und wir in seinen Händen. Kreuz Verlag, Stuttgart 1978, ISBN 3-7831-0405-X.
- Von Gott will ich nicht lassen. Erzählungen aus meinem Leben. Kreuz-Verlag, Stuttgart 1977, ISBN 3-7831-0524-2.
- Bleib sein Kind. Brendow, Moers 2001, ISBN 3-87067-897-6.
- Der Partisan in der Wüste. Das Leben des jungen David von Bethlehem bis Hebron. Stuttgart 1955.
- Aus der Wüste in die Heilige Stadt. Stuttgart 1955.
- Der Partisan auf dem Thron Stuttgart 1955.
- Gott war mir immer nah – manchmal näher als mir lieb war. Brendow, Moers 1986.
- David und Jerusalem. Ein Reiseführer den die Bibel schrieb. Wuppertal 1976.